# Løvemonumentet (Remscheid)
Løve-monumentet er en statue på Theodor-Heuss-Platz i den tyske by Remscheid i Nordrhein-Westfalen, der blev indviet i 1939. Den forestiller den bergiske løve og betragtes som et af byens vartegn.

## Beliggenhed og arkitektur
Monumentet er placeret på Theodor-Heuss-Platz foran Remscheids rådhus. Skulpturen af en løve står på den 13,5 meter høje stele, der er lavet af muslingekalksten. En inskription, der er hugget ind i stelen, lyder "Heraldisk dyr for Bergisches Land siden 1225". Løveskulpturen, der er frit hugget ud af stenen og over tre en halv meter høj, afviger fra de sædvanlige afbildninger af den bergiske løve; den står ikke oprejst og mangler sin typiske dobbelte hale. I sit monumentale udseende svarer monumentet til den nationalsocialistiske æras skulpturers stil.

## Historie
Monumentet blev skabt af billedhuggeren Willy Meller fra Köln efter forslag fra borgmester Walther Hartmann på vegne af byrådet i Remscheid og blev højtideligt afsløret den 1. maj 1939 foran 27.000 partimedlemmer fra de lokale NSDAP-grupper ved en demonstration og flaghejsning. Mindesmærket, som på det tidspunkt var dedikeret til Adolf Hitler, bar inskriptionen "I taknemmelighed til skaberen af det stortyske rige". Monumentet overlevede Anden Verdenskrig og det ødelæggende luftangreb den 30.-31. juli 1943 uskadt.
Efter krigens afslutning blev inskriptionen fjernet. Da rådhuspladsen blev redesignet i 1966, forblev løvemonumentet på sin plads. I december 1986 blev det opført som et historisk monument. Under renoveringen i 2019 blev der efterlyst en informationstavle til minde om monumentets oprindelse. 